# Заучивание наизусть
Заучивание наизусть (также зубрёжка) — метод запоминания, заключающийся в многократном устном повторении текста за небольшой промежуток времени.

## Техника
В учебном пособии по психологии и педагогике Реана-Бордовской-Розума указано следующее:
Время хранения материала в кратковременной памяти (КВП) — около 30 секунд. При повторении материала в пределах этого времени он может храниться в ней гораздо дольше.
Материал который можно заучить за раз имеет ограничение: «Объем КВП составляет 7 ± 2 единицы хранения. Под единицами здесь понимаются не только отдельные буквы, цифры или звуки, но и их группы. Следовательно, для того чтобы запомнить большее количество элементов, их можно объединить в группы, однако все же с увеличением количества элементов, входящих в группу, число групп, хранящихся в КВП, уменьшается... Поэтому лучше запоминаются и больший эффект производят ясные короткие фразы, состоящие из коротких слов».
Речевая память для запоминания является наиболее важной: «Доминирующим кодом КВП является слуховой код. Это значит, что зрительные образы у человека в КВП перекодируются в звуки речи и в такой форме КВП с ними оперирует. Так, например, для запоминания зрительно воспринимаемого номера телефона, мы его обычно проговариваем». Однако, для лучшего запоминания необходимо пользоваться всеми тремя средствами — зрительными образами, проговариванием и осмыслением материала.
Сила с которой концентрированно внимание на материале во время зубрежки, влияет на скорость и качество запоминания. С помощью упражнении по тренировке концентрации внимания можно развивать способность быстрее и лучше запоминать изучаемый материал.

## История
Исторически важнейшие части многих священных книг запоминались наизусть. Этому способствовала нехватка письменных книг. Даже после изобретения книгопечатания традиция зубрёжки сохранилась при подготовке священнослужителей, так как было важно давать быстрые ответы на вопросы прихожан со ссылкой на соответствующий фрагмент Священного Писания. Искажения священного текста не допускались. Многие отрывки из священных книг со временем утратили свой смысл из-за изменений в языке, культуре или утраты контекста. Чтобы запомнить такие смыслы, нужно было знать их наизусть.
В конце средних веков в Европе возникло светское обучение, но оно переняло многие традиции церковного, в том числе и зубрёжку. Я. А. Коменский в своём труде «Великая дидактика» (1657) произвёл революцию в традиционной системе обучения, противопоставив средневековой зубрёжке новую теорию дидактики. Галилей называл «докторами зубрёжки» схоластиков, пренебрегавших экспериментом. В конце 18 — начале 19 веков за дальнейшее уменьшение зубрёжки высказывались филантрописты И.Б. Базедов, Г.Блаше, И. К. Гутсмус и другие.
В. И. Ленин призывал к полному отказу от данного метода обучения:
«Нам не нужно зубрёжки». Поэтому в СССР на словах зубрёжка осуждалась, но на практике она продолжала использоваться.

## Достоинства
- Зубрёжка образцовых фрагментов литературы (особенно стихотворений) обогащает язык учащихся, позволяет им запомнить и активно использовать новые слова и красивые речевые обороты.
- Нередко запоминание путём понимания просто невозможно (произношение слов иностранного языка, различные исключения, например, неправильные глаголы), тогда практически единственным работающим методом остаётся зубрёжка.
- Для очень малых объёмов информации зубрёжка даёт высокую скорость запоминания.
- Зубрёжка особенно полезна, когда надо исключить искажения запоминаемого текста (религиозные тексты, гимны, некоторые статьи законов, некоторые определения терминов).
- Нередко проникновение в суть предмета требует слишком большого времени или невозможно в отведённые сроки из-за низкого первоначального уровня учащихся. Тогда полезным методом становится зубрёжка.
- Зубрежка, практикуемая в течение долгого времени, приводит к улучшению работы памяти[3], в свою очередь благоприятно влияет на механизм понимания[2].

## Недостатки
- Зубрёжка без понимания не даёт возможности правильно использовать полученные знания.
- В современных высших учебных заведениях даётся огромный объём информации. Запомнить её наизусть практически невозможно.
- Чрезмерное использование зубрёжки в процессе обучения в школе может привести к формированию у учащихся привычки полагаться исключительно на механическое запоминание информации. В высших учебных заведениях, где, за редким исключением (например, при изучении иностранных языков), зубрёжка не имеет практической пользы, успеваемость студентов, привыкших к такому подходу, резко снижается.
- Зубрёжка — весьма утомительное занятие, что может привести к потере интереса к учёбе в целом.
- Быстрое зазубривание больших объёмов информации (без последующего системного повторения), приводит к столь же быстрому её забыванию.

## Области применения
В настоящее время зубрёжка наиболее интенсивно используется при изучении иностранных языков. Кроме того, она применяется для запоминания таблицы умножения, алфавита, правил родного языка (особенно, содержащих исключения), исторических дат, названий органов и лекарств в медицине. В качестве вспомогательного средства (наряду с пониманием и практикой использования) зубрёжка используется для запоминания некоторых законов и определений терминов.
Как методы обучения в школе: карточки, списки заучивания и мнемонические приемы - являются одним из традиционных инструментов запоминания учебного материала, и примерами обучения путем механического повторения.
Системы обучения, предполагающих частое использование зубрежки, широко практикуется в школах Бразилии, Китая, Индии, Пакистана, Малайзии, Сингапура, Японии, Румынии, Италии, Южной Кореи, Турции, Мальты и Греции, данные методики подвергались критике со стороны многочисленных ученых.
Перед экзаменами при нехватке времени многие школьники и студенты прибегают к зубрёжке.

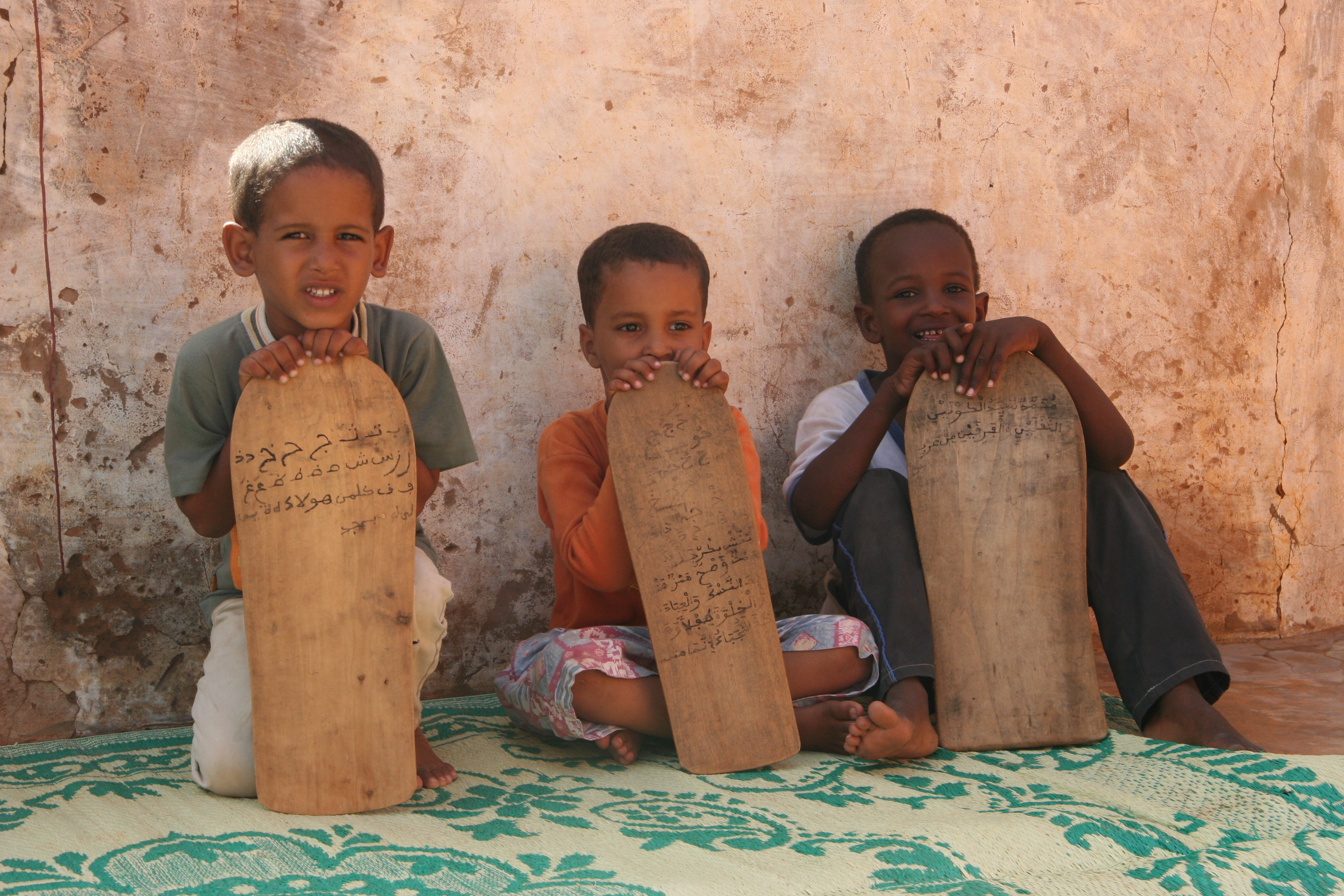
Ученики медресе учат наизусть отрывки из Корана в Мавритании.

Религиозные школы (например, медресе, хедер) также широко используют зубрёжку.